# DESI
DESI (англ. Dark Energy Spectroscopic Instrument, Спектроскопічний інструмент темної енергії) — науковий прилад для проведення спектрографічних астрономічних оглядів далеких галактик. Його основними компонентами є фокальна площина, що містить 5000 роботів, які позиціонують оптичні волокна, і банк спектрографів, які живляться від цих волокон. Прилад дає змогу досліджувати історію розширення Всесвіту та фізику темної енергії. Основний огляд DESI розпочалося у травні 2021 року. DESI встановлений на телескоп Маялла на висоті 2100 м на вершині Кіт-Пік у пустелі Сонора, за 90 км від Тусона, штат Аризона, США. Приладом керує Національна лабораторія Лоуренса в Берклі за фінансової підтримки Управління науки Міністерства енергетики США.

## Наукові цілі

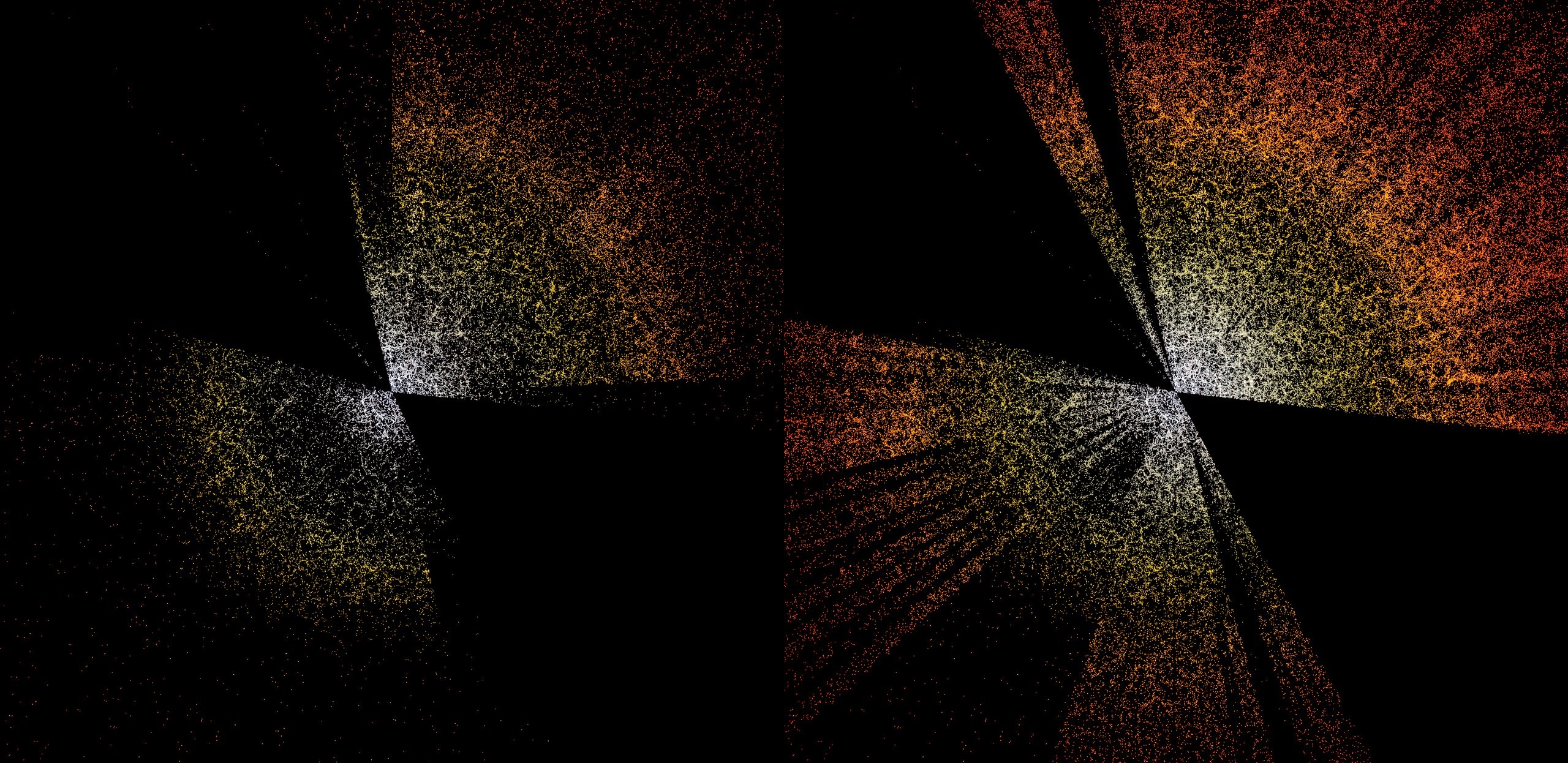
Порівняння Слоунівського цифрового огляду неба (ліворуч, близько 4 млн галактик і квазарів, 2000—2020), і огляду DESI (праворуч, близько 7,5 млн об'єктів протягом перших 7 місяців, починаючи з 2021). Очікується, що DESI буде завершений до 2026 року, вимірявши 35 млн об'єктів.

Історія розширення та великомасштабна структура Всесвіту є ключовими передбаченнями космологічних моделей, і спостереження DESI дозволять досліджувати різноманітні аспекти космології, від темної енергії й альтернативних теорій гравітації до мас нейтрино й фізики раннього Всесвіту. Дані DESI використовують для створення тривимірних карт розподілу матерії, що охоплюють безпрецедентний об'єм Всесвіту з рекордною деталізацією. Це допомагає зрозуміти природу темної енергії та з'ясувати, чи прискорене розширення Всесвіту пов'язане з темною енергією чи з модифікацією загальної теорії відносності.
DESI вимірює історію розширення Всесвіту за допомогою баріонних акустичних осциляцій, закарбованих у розподілі скупчень галактик, квазарів і міжгалактичного середовища. Для вимірювання баріонних акустичних осциляцій треба вимірювати розподіл речовини на дуже великих масштабах. Баріонні акустичні осциляції були визначені у звіті Робочої групи з темної енергії 2006 року як один із ключових методів дослідження темної енергії. Проєкт DESI затвердила в травні 2014 року Консультативна група з фізики високих енергій — федеральний консультативний комітет, створений за дорученням Міністерства енергетики США і Національного наукового фонду.
Вимірювання баріонних акустичних осциляцій потребує тривимірної карти віддалених галактик і квазарів, створеної з інформації про кути та червоне зміщення великої вибірки об'єктів на великих за космологічними мірками відстанях. Отримавши спектри далеких галактик, можна визначити відстань до них, вимірявши їх червоний зсув, і таким чином створити тривимірну карту Всесвіту. Тривимірна карта великомасштабної структури Всесвіту чутлива до маси нейтрино та інших параметрів, які керували первісним Всесвітом. Очікується, що під час п'ятирічного дослідження, яке розпочалося 15 травня 2021 року, експеримент DESI спостерігатиме 40 мільйонів галактик і квазарів.

## Створення інструменту

Художнє зображення даних DESI за перший рік, що показує фрагмент карти розподілу галактик, яку створює DESI.

Інструмент DESI є високомультиплексним оптичним спектрографом, встановленим на телескопі Маялла. Нова конструкція оптичного коректора дає дуже велике поле зору у 8 квадратних градусів. Оптичний коректор разом з новою апаратурою у фокальній площині важить близько 10 т. У фокальній площині розташовано 5000 маленьких позиціонерів оптоволокон, керованих комп'ютером. Усю фокальну площину можна переналаштувати для наступної експозиції менш ніж за дві хвилини, поки телескоп повертається до наступного поля. Прилад DESI здатний знімати 5000 спектрів одночасно у діапазоні довжин хвиль від 360 нм до 980 нм. Проєкт DESI включав будівництво, установку та введення в експлуатацію нового широкопольного коректора та опорної конструкції для коректора, вузла з 5000 роботизованих позиціонерів волокон у фокальній площині й десяти позиційних датчиків, системи оптоволокон загальною довжиною 40 м для передачі світла від фокальної площини до спектрографів, десяти триплечових спектрографів, системи керування приладами та аналізу даних.
Виготовленням інструменту керувала Національна лабораторія Лоуренса в Берклі, яка контролює проведення експерименту й керує міжнародною науковою командою з 600 осіб. Будівництво інструменту в основному фінансувалося Управлінням науки Міністерства енергетики США та багатьма іншими джерелами, серед них Національний науковий фонд США, Раду наукових і технічних засобів Великої Британії, Комісаріат з альтернативних джерел енергії та атомної енергії Франції, Національну раду науки та технологій Мексики, Міністерство науки та інновацій Іспанії, Фонд Гордона та Бетті Мур, Фонд Гейзінга-Саймонса та задіяні в проєкті наукові установи з усього світу. Вартість будівництва склала 56 мільйонів доларів, отриманих від Управління науки Міністерства енергетики США плюс додаткові 19 мільйонів доларів з інших нефедеральних джерел.
Конгрес США схвалив запуск DESI в законі про асигнування на енергетику та воду на 2015 фінансовий рік. Будівництво нового приладу почалося 22 червня 2016 року й було в основному завершено до 2019 року, а введення в експлуатацію завершилося 21 березня 2020 року напередодні пандемії. DESI збудували на 1,9 мільйона доларів дешевше за виділений бюджет та на 17 місяців раніше запланованого строку. Як наслідок, проєкт отримав нагороду DOE Project Management Excellence Award за 2020 рік. Після перерви на пандемію й переходу до дистанційної роботи DESI повернувся до досліджень у грудні 2020 року, щоб пройти перевірку перед початком запланованого п'ятирічного дослідження. П'ятирічний огляд розпочався 14 травня 2021 року. DESI був закритий на три місяці влітку 2022 року через контрераську пожежу, яка охопила Кітт-Пік. DESI залишився неушкодженим і продовжив збирати наукові дані.

## DESI Legacy Imaging Surveys
Щоб визначити цілі для огляду DESI, три телескопи досліджували північну та частину південного неба в діапазонах g, r та z. Це були Beijing-Arizona Sky Survey (BASS) з використанням 2,3-метрового телескопа Бока, Dark Energy Camera Legacy Survey (DECaLS) з використанням 4-метрового телескопа Віктора Бланко та Mayall z-band Legacy Survey (MzLS) з використанням 4-метрового телескопа Маялла. Площа оглядів становить 14 000 квадратних градусів (приблизно третина неба) і оминає Чумацький Шлях. Ці огляди були об'єднані в DESI Legacy Imaging Surveys або Legacy Surveys. Кольорові зображення оглядів можна переглянути в Legacy Survey Sky Browser. Огляди містять 1,6 мільярда об'єктів.

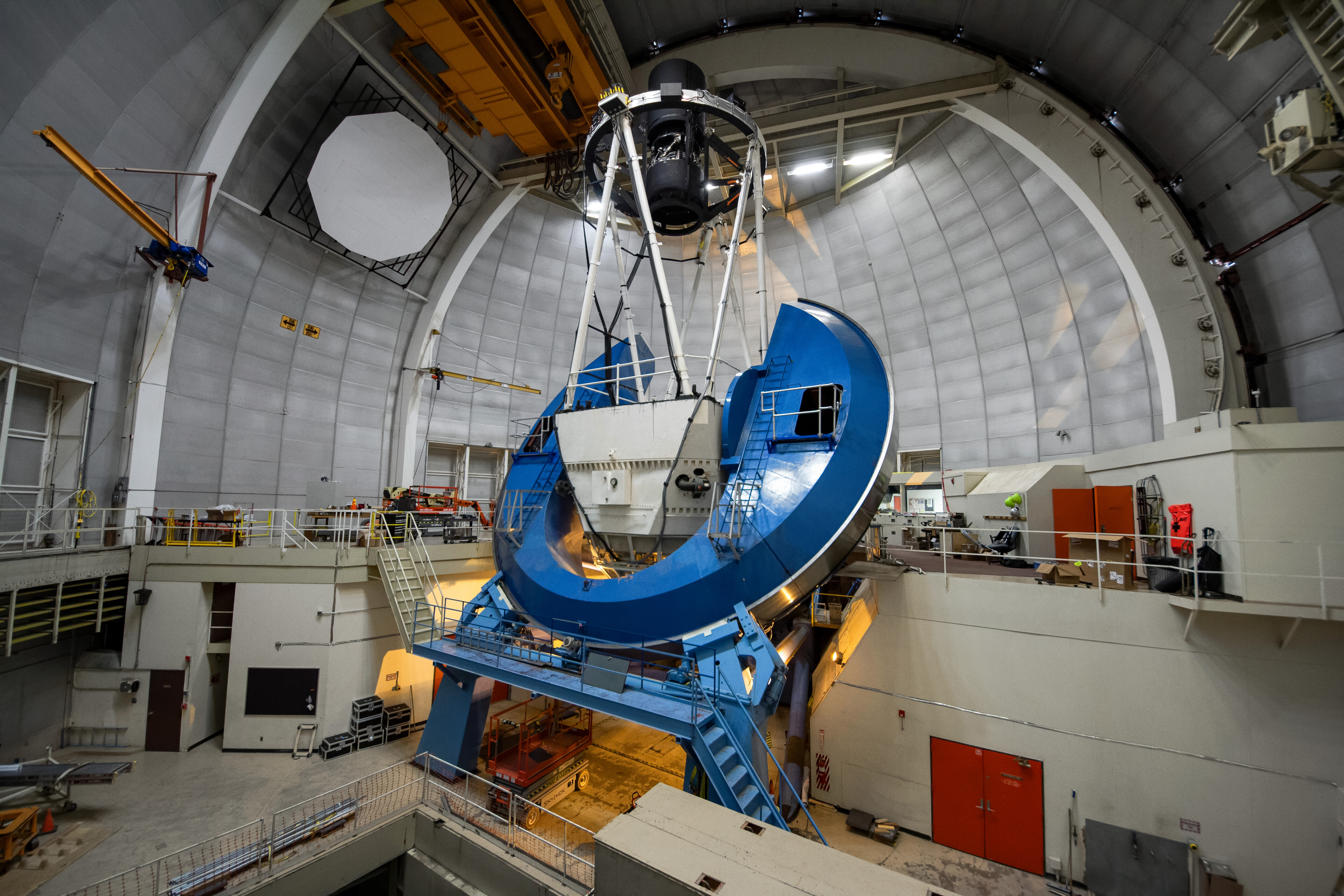
DESI встановлено на 4-метровому телескопі Мейолла в Національній обсерваторії Кітт-Пік
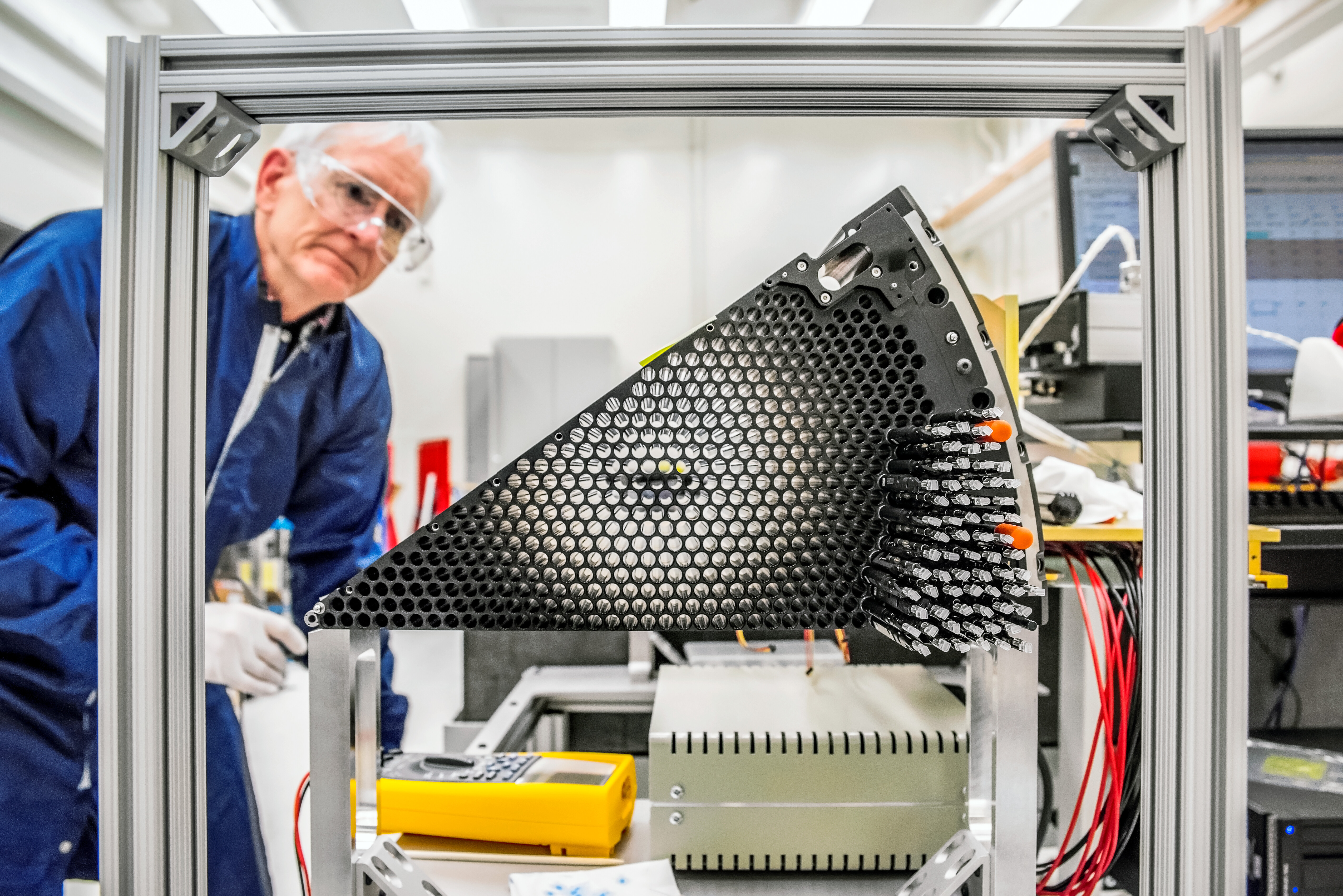
Секція фокальної площини DESI
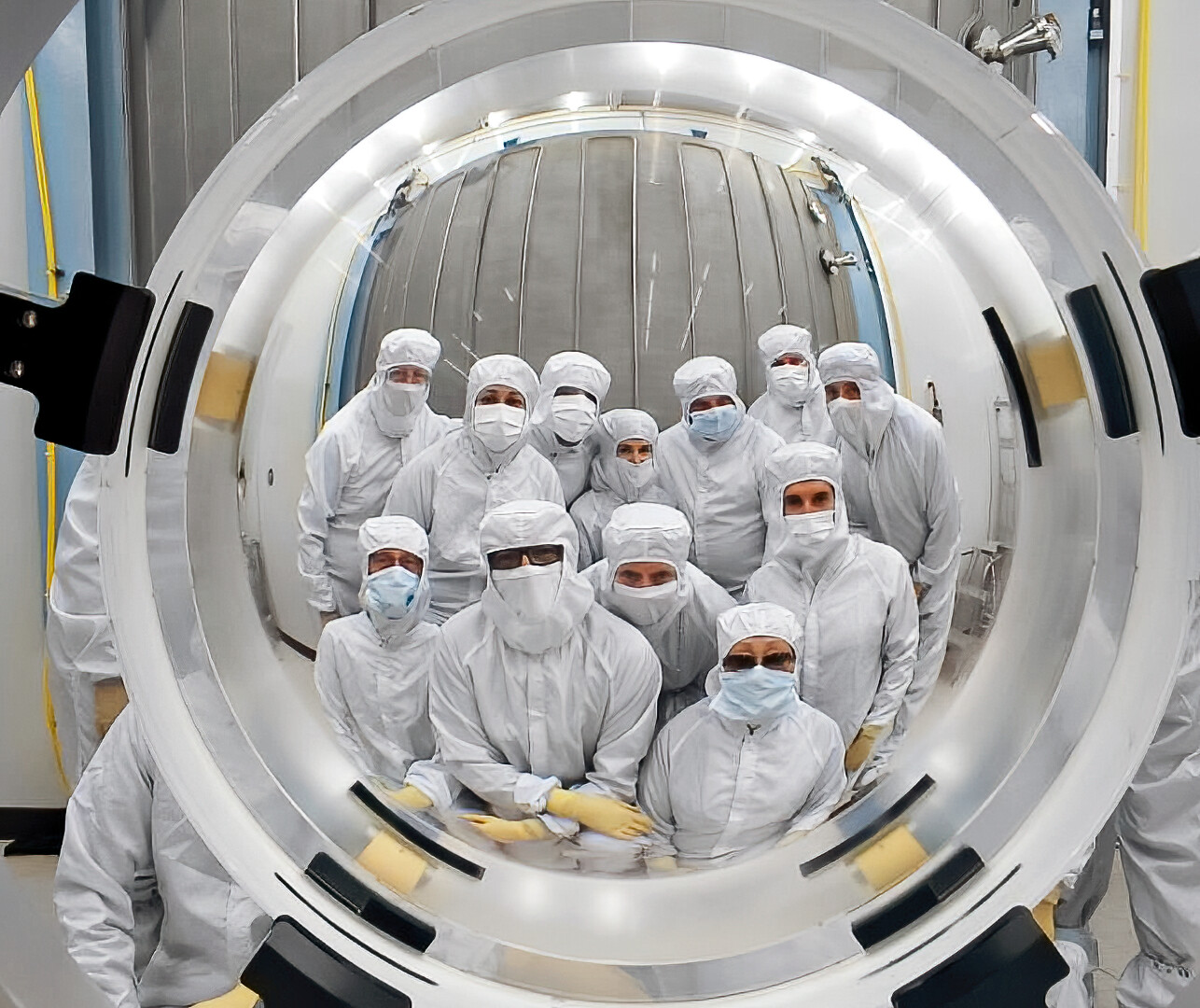
Одна з чотирьох великих лінз коректора DESI

## Релізи даних

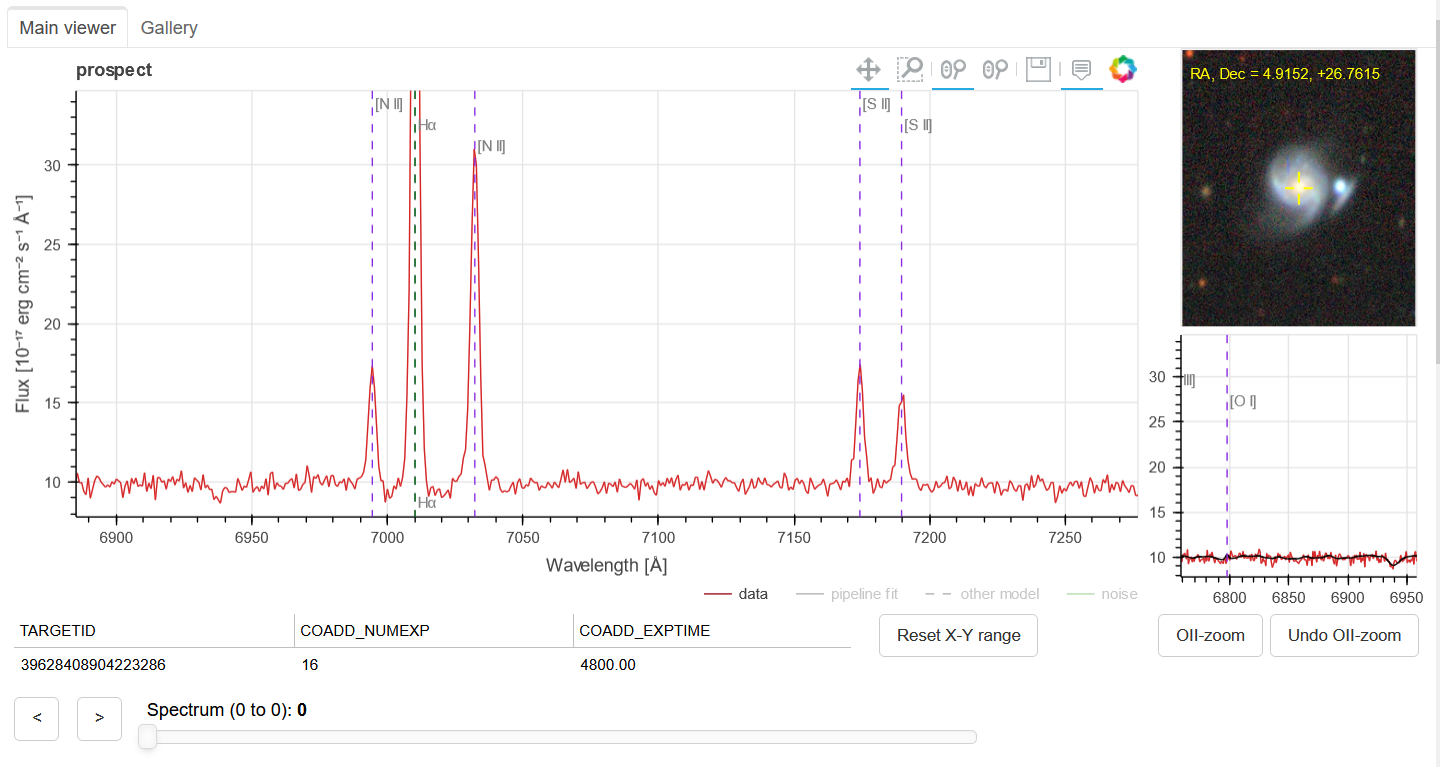
Приклад спектру, отриманого DESI для раннього релізу даних. На зображенні показаний спектр галактики LEDA 1787534.

Усі загальнодоступні дані, включно з каталогами червоних зсувів, доступні через портал DESI. Особи з обліковими записами в Національному науковому обчислювальному центрі досліджень енергетики (National Energy Research Scientific Computing Center, NERSC) можуть отримати доступ до всієї публічної частини даних DESI. Каталоги DESI також існують у форматі бази даних. Для зручності копії загальнодоступних баз даних також розміщено на науковій платформі NOIRLab Astro Data Lab і за допомогою SPectral Analysis and Retrievable Catalog Lab (SPARCL). Один із простих способів отримати доступ до спектрів DESI в режимі он-лайн — це використовувати стару програму перегляду на DESI Legacy Imaging Surveys. Користувачі мають поставити прапорець для спектрів DESI та натиснути галактику чи зорю в оточенні, щоб відобразилося посилання на DESI Spectral Viewer. Спектр можна досліджувати в DESI Spectral Viewer.

### Ранній реліз даних
13 червня 2023 року було оголошено про ранній реліз даних DESI (Early Data Release, EDR). EDR містить спектри майже двох мільйонів галактик, квазарів і зір. Один із перших результатів EDR був оголошений у лютому 2023 року та описував масову міграцію зір у Галактику Андромеди. EDR також виявив дуже далекі квазари та зорі з дуже низькою металічністю.